# Panorama (альбом The Cars)
| Оценки критиков               | Оценки критиков |
| Источник                      | Оценка          |
| ----------------------------- | --------------- |
| AllMusic                      | [ 1 ]           |
| Encyclopedia of Popular Music | [ 2 ]           |
| Pitchfork                     | [ 3 ]           |
| Роберт Кристгау               | B−              |
| Rolling Stone                 | (не оценено)    |

Panorama (с англ. — «Панорама») — третий студийный альбом американской рок-группы The Cars, выпущенный 15 августа 1980 года на лейбле Elektra Records. Как и его предшественники, он был спродюсирован Роем Томасом Бейкером.

## Об альбоме
Пластинка ознаменовала собой переход от оптимистичного поп-рока и хард-рока предыдущих альбомов группы к более агрессивному и экспериментальному звучанию. Журнал Billboard отметил, что, хотя Panorama сохранил минималистский подход The Cars с их дебютного альбома, он звучал достаточно по-другому, чтобы группа не выглядела карикатурой на саму себя. Он не был столь коммерчески успешным, как предыдущие или последующие альбомы The Cars (до альбома Door to Door 1987 года). Несмотря на то, что в нём отсутствовали какие-либо устойчивые хитовые синглы, он занял 5-е место в чарте Billboard 200 и был сертифицирован RIAA как платиновый.
В качестве сингла с альбома песня "Touch and Go" достигла 37-го места в Billboard Hot 100.

## Список композиций
Слова и музыка всех песен — Рик Окасек.
| №                   | Название                                                  | Основной вокал      | Длительность |
| ------------------- | --------------------------------------------------------- | ------------------- | ------------ |
| 1.                  | «Panorama» (с англ. — «Панорама»)                         | Окасек              | 5:42         |
| 2.                  | «Touch and Go» (с англ. — «Прикоснись и Иди»)             | Окасек              | 4:55         |
| 3.                  | «Gimme Some Slack» (с англ. — «Дай Мне Немного Поблажки») | Окасек              | 3:32         |
| 4.                  | «Don’t Tell Me No» (с англ. — «Не Говори Мне "Нет"»)      | Бенджамин Орр       | 4:00         |
| 5.                  | «Getting Through» (с англ. — «Прохожу Через»)             | Окасек              | 2:35         |
| Общая длительность: | Общая длительность:                                       | Общая длительность: | 20:44        |

| №                   | Название                                               | Основной вокал      | Длительность |
| ------------------- | ------------------------------------------------------ | ------------------- | ------------ |
| 6.                  | «Misfit Kid» (с англ. — «Неподходящий Ребёнок»)        | Окасек              | 4:30         |
| 7.                  | «Down Boys» (с англ. — «Вниз, Парни»)                  | Орр                 | 3:08         |
| 8.                  | «You Wear Those Eyes» (с англ. — «У Тебя Такие Глаза») | Орр/Окасек          | 4:55         |
| 9.                  | «Running to You» (с англ. — «Бегу к Тебе»)             | Орр                 | 3:22         |
| 10.                 | «Up and Down» (с англ. — «Вверх и Вниз»)               | Окасек              | 3:30         |
| Общая длительность: | Общая длительность:                                    | Общая длительность: | 19:25        |

| №                   | Название | Автор(ы)            | Основной вокал      | Длительность |
| ------------------- | --- | ------------------- | ------------------- | ------------ |
| 11.                 | «Shooting for You» (с англ. — «Стреляю для Тебя», ранее не издавалась)                                                 |                     | Орр                 | 4:04         |
| 12.                 | «Be My Baby» (с англ. — «Будь Моей Деткой», ранняя версия "Maybe Baby")                                                |                     | Окасек              | 5:00         |
| 13.                 | «The Edge» (с англ. — «На Краю/Лезвие», ранее не издавалась)                                                           |                     | Орр                 | 3:26         |
| 14.                 | «Don’t Go to Pieces» (с англ. — «Не Разваливайся на Куски», Сторона Б синглов "Don’t Tell Me No" и "Gimme Some Slack") | Окасек, Грег Хоукс  | Орр                 | 4:04         |
| Общая длительность: | Общая длительность: | Общая длительность: | Общая длительность: | 16:34        |

## Участники записи

### The Cars
- Рик Окасек — ритм-гитара, вокал
- Эллиот Истон — соло-гитара, бэк-вокал
- Бенджамин Орр — бас-гитара, вокал
- Дэвид Робинсон — ударные, перкуссия
- Грег Хоукс — клавишные, саксофон, бэк-вокал

### Продюсирование
- Рой Томас Бейкер — продюсер
- Том Мур — ассистент продюсера
- Иэн Тейлор — звукорежиссёр
- Джон Уивер — ассистент звукорежиссёра
- Джейсон Корсаро — ассистент звукорежиссёра
- Джордж Марино — мастеринг на Sterling Sound (Нью-Йорк)
- Эллиот Робертс[англ.] — менеджмент
- Стив Берковиц — менеджмент

### Оформление
- Дэвид Робинсон — дизайн обложки
- Пол МакЭлпайн — фотография

## Чарты

### Альбом
| Чарт (1980)         | Наивысшая позиция |
| ------------------- | ----------------- |
| США (Billboard 200) | 5                 |

### Сингл
| Год  | Название       | Чарт                  | Позиция |
| ---- | -------------- | --------------------- | ------- |
| 1980 | "Touch and Go" | Billboard Pop Singles | 37      |

## Сертификации
| Регион                                                      | Сертификация | Продажи    |
| ----------------------------------------------------------- | ------------ | ---------- |
| США (RIAA)                                                  | Платиновый   | 1 000 000^ |
| ^ Данные о тиражах приведены только на основе сертификации. |              |            |